# Pataias e Martingança
Pataias e Martingança (llamada oficialmente União das Freguesias de Pataias e Martingança) es una freguesia portuguesa del municipio de Alcobaza.

## Historia
Fue creada el 28 de enero de 2013 en aplicación de una resolución de la Asamblea de la República de Portugal promulgada el 16 de enero de 2013 con la unión de las freguesias de Martingança y Pataias, pasando a estar situada su sede en la antigua freguesia de Pataias.

## Demografía
| Gráfica de evolución demográfica de Pataias e Martingança entre 2011 y 2021 |
|                                                                             |
| Datos según el nomenclátor publicado por el INE portugués.                  |